# Sundimetsa
Sundimetsa est un village d'Estonie situé dans la commune de Pöide du comté de Saare.